# Cabeamento estruturado

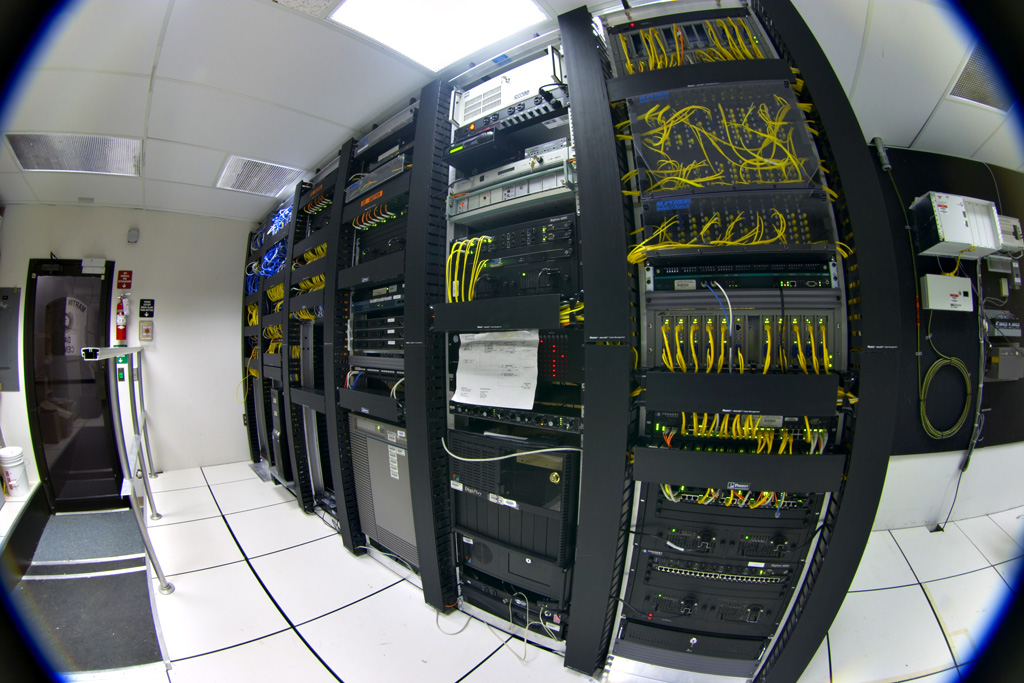
Data center

Cabeamento estruturado, também conhecido pela sigla CBE, é a disciplina que estuda a disposição organizada e padronizada de conectores e meios de transmissão para redes de informática e telefonia, de modo a tornar a infraestrutura de cabos autônoma quanto ao tipo de aplicação e de layout, permitindo a ligação a uma rede de: servidores, estações, impressoras, telefones, switches, hubs e roteadores. O sistema de cabeamento estruturado utiliza o conector RJ45 e o cabo UTP como mídias-padrão para a transmissão de dados, análogo ao padrão da tomada elétrica que permite a alimentação elétrica de um equipamento independentemente do tipo de aplicação.

## História
O cabeamento estruturado remonta às tecnologias de redes dos anos 1980, período em que empresas de telecomunicações e computação, como AT&T, Dec e IBM criam seus próprios sistemas proprietários de cabeamento.
Nos anos 1990, o cabeamento estruturado progride enormemente por meio da introdução do cabo de par trançado. Nesse sentido, a criação das normas EIA/TIA e ISO ajudam a padronizar cabos, conectores e procedimentos.
O conceito de Sistema de Cabeamento Estruturado se baseia na disposição de uma rede de cabos com integração de serviços de dados e voz que facilmente pode ser redirecionada por caminhos diferentes, no mesmo complexo de Cabeamento, para prover um caminho de transmissão entre pontos da rede distintos. Um Sistema de Cabeamento Estruturado EIA/TIA-568-B (norma ANSI/TIA/EIA-568-B e ver a norma brasileira equivalente: NBR 14.565) é formado por seis subsistemas:

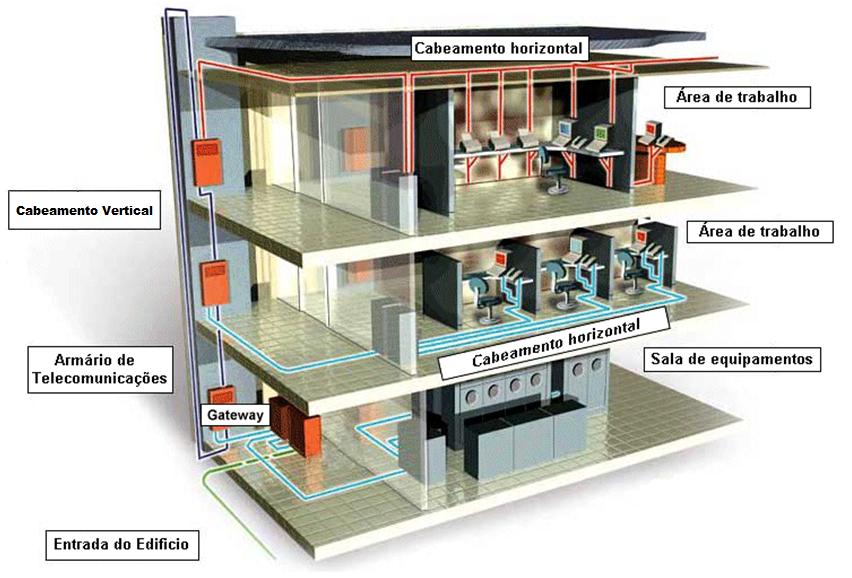
Exemplo de Cabeamento Estruturado

1. Entrada do Edifício - EF (Entrance Facilities);
2. Sala de Equipamentos - ER (Equipment Room);
3. Rede Primária ou Cabeamento Vertical - BC (Backbone Cabling);
4. Sala de Telecomunicações - TR (Telecommunications Room);
5. Rede Secundária ou Cabeamento Horizontal - HC (Horizontal Cabling);
6. Área de Trabalho - WA (Work Area);

## Importância
O cabeamento estruturado tem uma importância muito grande, pois a empresa poderá satisfazer suas necessidades iniciais e futuras, caso ela precisar acrescentar mais dispositivos conforme o crescimento da empresa no seu cabeamento, isso será feito de maneira simples e fácil. Caso a empresa não tenha o cabeamento estruturado isso será feito de maneira errada e muito difícil, pois não teve um planejamento e um estudo especifico.

## Benefícios
Para organização dos cabos de uma empresa ou estabelecimento que utilize redes de comunicação é necessário aderir a um sistema de cabeamento estruturado, pois ele oferece diversos benefícios, como:
- Reduzir o número de profissionais para manter o cabeamento arrumado.
- Manutenção mais rápida;
- Facilidade na hora da instalação de novas conexões;
- Melhor forma de identificar os cabos;
- Melhora o ambiente visual da sua empresa;
- Facilita o serviço dos funcionários;
- Redução de custo a longo prazo;
- Facilita a identificação de erros na rede.

## Normas
- NBR 14565: - Um grupo de estudos da ABNT originaram a norma NBR 14565 em meados do ano de 1994, com o propósito de elaborar uma padronização de cabeamento no Brasil. Uma das publicações feitas pela ABNT ocorreu em agosto de 2000, que se tratava de um método básico de composição de projetos de cabeamento de comunicação à distância através de uma rede para rede interna estruturada. Um dos objetivos dessa norma é a comunicação à distância para uma rede interna estruturada para qualquer tipo de estabelecimento, onde a mesma rede de comunicação é programada para possibilitar que o estabelecimento possa suprir as necessidades, como por exemplo, versatilidade e desenvolvimento da estrutura. Se tratando do desenvolvimento da estrutura cabeável, utilizando a NBR 14565 tem como objetivo de designar o aperfeiçoamento dos conceitos de redes, sendo elas: primária e secundária, abrangendo todos os seus componentes constituídos.
- EIA/TIA-568-B - A norma EIA/TIA-568-B classifica o sistema de cabeamento levando em consideração aspectos de desempenho, largura de banda, comprimento, atenuação e outros fatores de influência neste tipo de tecnologia.
- ANSI/TIA-569: Esta norma define a área ocupada pelos elementos do Cabeamento Estruturado, as dimensões e taxa de ocupação dos encaminhamentos e demais informações construtivas para encaminhamento de cabos (infraestrutura, canaletas, bandejas, eletrodutos, calhas).
- ANSI/TIA-606: Essa norma traz técnicas e métodos para identificar e administrar a infraestrutura de telecomunicações. Sabemos que uma rede bem documentada proporciona um melhor controle sobre sua infraestrutura e assim ela define a forma de identificação de Cabeamento Estruturado como:
  1. Tabela de identificação dos pontos;
  2. Relatório de testes e relatório de certificação;
  3. Relação de material utilizado, como modelo, marca, partnumber, etc;
  4. Planta com plotagem dos pontos; e
  5. Diagrama de tubulações.

- ANSI/TIA-570: Aplica-se aos sistemas de Cabeamento Estruturado e respectivos espaços e caminhos para prédios residenciais, bem como residências. Essa norma especifica os sistemas de cabeamento na intenção de suportar uma larga faixa de aplicações de telecomunicações em ambientes residenciais.
- TIA 1005: As normas ANSI/TIA 1005 e a norma europeia ISO/IEC 24702, tratam sobre Cabeamento Estruturado no que diz respeito à projetos e as práticas de construção para ambientes industriais. Ela aborda requisitos, distâncias, configurações e topologias complementando a norma geral de Edificações Comerciais (EIA -TIA 568, ISO/IEC 11801 ou NBR 14565)
- TIA-942: Esta norma define a infraestrutura, a topologia e os elementos para os projetos de data centers, relacionado aos campos afins como o Cabeamento Estruturado, proteção contra incêndio, segurança, construção civil, requisitos de controle ambiental e de qualidade de energia.

### Unidade de aterramento
Todas as tomadas elétricas de um sistema de alimentação de rede devem possuir um único terra comum. Os sistemas elétricos para redes de microcomputadores utilizam três fios: FASE (Branco / Vermelho / Preto) , Neutro (EBEP) e Terra (Verde). A verificação de um aterramento satisfatório se dá na medição da tensão entre o Neutro e o Terra, que, nos casos especificados, deve possuir uma tensão entre 0,6 < V < 1,0 Vca.